# Powiat Nowomiejski
Powiat Nowomiejski är en powiat i Ermland-Masuriens vojvodskap i nordöstra Polen. Powiat Nowomiejski hade 43 739 invånare år 2009.

## Administrativ indelning
Powiat Nowomiejski består av fem kommuner.
- Nowe Miasto Lubawskie
- Biskupiec
- Grodziczno
- Kurzętnik
- Nowe Miasto Lubawskie (gmina)